# 펩시 넥스트
펩시 넥스트 (pepsi next 또는 pepsi NEXT로 양식화)는 펩시코에서 생산했던 단종된 콜라 맛 탄산음료이다. 펩시 콜라 제품군의 한 종류였다.
일부 시장에서는 고과당 옥수수 시럽, 설탕, 아세설팜 칼륨, 수크랄로스로 단맛을 냈고, 일반 펩시를 마시는 사람들과 다이어트 펩시, 펩시 원, 펩시 맥스, 기타 다이어트 콜라 맛을 즐기지 않는 사람들을 대상으로 마케팅되었다.
2013년 6월 25일, 펩시코는 페이스북 독자들에게 펩시 넥스트의 새로운 제형에 다이어트 펩시를 포함한 많은 다이어트 음료에 사용되는 인공 감미료인 아스파탐이 더 이상 포함되지 않는다고 알렸고, 이에 따라 미국에서 판매되는 일부 병에는 '아스파탐 무첨가'라고 적혀 있었다. 그러나 아세설팜 칼륨의 지속적인 존재는 이 제품 버전이 여전히 인공 감미료를 포함하고 있음을 의미한다.
캐나다, 핀란드, 네덜란드, 오스트레일리아, 뉴질랜드 등 다른 마케팅 지역에서는 '설탕 30% 감소'로 판매되었으며, 펩시 넥스트는 스테비아 추출물을 사용하여 단맛을 냈고 인공 감미료는 첨가되지 않았다.

## 생성
펩시의 첫 중저칼로리 콜라인 Pepsi Edge는 2004년에 출시되어 단 2년 만에 단종되었다. 펩시코는 2000년대 후반에 중저칼로리 음료에 대한 새로운 관심을 보였고, 칼로리가 절반 이하인 게토레이의 버전인 G2를 출시했으며, 2011년에는 일반 주스의 칼로리의 50%인 주스 혼합물인 Trop50을 출시했다.
2007년 9월, 펩시코는 미국 특허 및 상표청에 "펩시 넥스트"와 "다이어트 펩시 넥스트"에 대한 상표를 출원했다.
2010년, 펩시코는 시장 조사 그룹을 통해 펩시 넥스트를 테스트하기 시작했다. 2011년 6월, 펩시코는 펩시 넥스트가 시더래피즈와 오클레어 (위스콘신주)의 두 테스트 시장으로 이동할 것이라고 발표했다. 테스트 후, 2012년 2월 27일, 펩시코는 펩시 넥스트의 출시를 발표했다.
오스트레일리아 시장에서 펩시 넥스트는 슈웹스 오스트레일리아에서 병에 담겨졌으며, 일반 펩시보다 설탕 함량을 30% 줄여주는 스테비아로 단맛을 냈다. 펩시 넥스트는 2013년 3월 프랑스에서, 2014년 3월 핀란드와 캐나다에서 처음 출시되었다. 세 시장 모두 스테비아 추출물이 사용되었다.

## 반응 및 맛
어떤 사이트에서는 펩시 넥스트가 세 가지 인공 감미료를 포함하고 일반 펩시보다 칼로리가 60% 적지만, "다이어트" 맛이 거의 느껴지지 않는다고 언급했다. 그러나 일반 펩시와는 완전히 다르다. 덜 끈적하고 더 부드럽다. 또한 펩시 넥스트와 오리지널 펩시 사이에는 맛의 차이가 있다. 펩시 넥스트는 콜라 맛이 약간 더 강하고, 어떤 이유에서인지 내 미각은 레몬 향을 느꼈다고 생각했다.
BevReview에 따르면, 펩시 넥스트의 첫 맛은 오리지널 펩시와 비슷하지만, 그 뒤에는 인공 감미료의 불쾌한 맛이 이어진다.

## 마케팅
펩시 넥스트 출시 후, 젊은 커플이 펩시 넥스트를 즐기는 모습을 담은 텔레비전 광고가 공개되었다.
에바 롱고리아, 폴라 패튼, 니키 미나즈 모두 펩시 넥스트 광고에 출연했다. 폴라 패튼과 니키 미나즈는 펩시 넥스트의 텔레비전 광고를 촬영했다.
인터넷 및 인쇄 광고 시리즈가 제작되었으며, 펩시 넥스트 캔 사진과 함께 "진정한 콜라 맛, 설탕 60% 감소, 마셔보면 믿을 수 있다"는 문구가 새겨져 있었다.
2013년 슈퍼볼에서 펩시는 하프타임 쇼 직전의 광고 시간을 (펩시의 "브랜드 홍보대사"인 비욘세가 출연하는) 펩시 넥스트 광고에 사용했다. 펩시의 프리젠테이션 (하프타임 쇼와 광고)은 펩시 고객의 사진을 특징으로 했다는 점에서 독특했다. 펩시는 슈퍼볼 이전에 고객들에게 사진을 보내달라고 요청했었다.

## 같이 보기
- Pepsi Edge 펩시 넥스트에 앞서 출시되었던 중저칼로리 콜라로, 실패작으로 간주되어 2년 만에 단종되었다.
- 다이어트 펩시 오리지널 다이어트 콜라 버전 펩시
- 펩시 맥스 고카페인 다이어트 콜라.
- 펩시 원 1칼로리이며 스플렌다로 단맛을 낸 또 다른 다이어트 콜라.